# Anton Gartner
Anton Gartner (* 5. August 1707 in Tachau, Westböhmen; † 11. Juli 1771 ebenda) war ein bedeutender böhmischer Orgelbauer des Barock.

## Leben
(Johann) Anton Gartner wurde als Sohn von Egidius Gartner (1678–1762) geboren, der eine bedeutende Orgelbauerdynastie in Böhmen begründete. Egidius lieferte auch in das Stiftland (Mähring 1735).
In den Jahren 1754 bis 1756 baute Anton die Große Orgel über dem Westportal in der Klosterkirche Stift Tepl. Das Instrument verfügt über drei Manuale und ist im Wesentlichen erhalten.  Üblich war in Böhmen und Süddeutschland zu dieser Zeit die „kurze Oktave“ (CDEFGA–c3). Der Tonumfang der untersten Oktave dieser Gartner-Orgel umfasste CD–H, es fehlte nur das Cis. 
Im Siebenjährigen Krieg hatten preußische Truppen den Dom der Prager Burg beschossen, wobei die dortige Orgel 1757 abbrannte. Gartner wurde 1762 mit dem Bau der neuen Orgel des Veitsdoms beauftragt, die zwei Jahre nach Kriegsende 1765 geweiht werden konnte. Diese hatte 40/III/P mit mechanischer Traktur und war mit ihren 2831 Pfeifen die größte Orgel in Böhmen. Nur das Prospekt ist erhalten. Ein Neubau auf der Westempore mit 106/IV/P ist bei Gerhard Grenzing (Spanien) in Arbeit.
Seine Söhne Franz Adam (1739–1785) und Vinzenz Gartner (1748–1820) führten das Handwerk des Orgelbaus fort, ebenso der Enkel (von Franz Adam) Joseph Gartner I. (1769–1847) der Ältere und dessen Sohn Josef Gartner III. der Jüngere (1796–1863).

## Werke (Auswahl)
Anton Gartner baute Orgeln vor allem in West- und Mittelböhmen, aber auch in Prag.
| Jahr      | Ort                               | Gebäude                            | Bild | Manuale | Register | Bemerkungen |
| --------- | --------------------------------- | ---------------------------------- | ---- | ------- | -------- | --- |
| 1749      | Haid (Bor u Tachova)              | St. Nikolai                        |      | I/P     | 10       | |
| 1751?     | Tachau (Tachov)                   | Stadtkirche                        |      | II/P    | 20       | 1929 pneumatischer Um- bzw. Neubau im alten Prospekt durch Rieger auf 31/III/P                                          |
| 1751      | Tachau (Tachov)                   | Franziskanerkirche Maria Magdalena |      | II/P    | 20       | 2003–2008 Restaurierung                                                                                                 |
| 1754      | Tepl (Teplá)                      | Stiftskirche                       |      | III/P   | 34       | Große Orgel, 1892 Umdisponierung Philipp Müller, erhalten 196? Umbau durch Pavel Žur                                    |
| 1757      | Taus (Domažlice)                  | Mariä Himmelfahrt                  |      | II/P    | 21       | |
| 1758      | Klentsch (Klenčí pod Čerchovem)   | St. Martin                         |      | II/P    | 14       | erhalten |
| 1762–1765 | Prag                              | Veitsdom                           |      | III/P   | 40       | damals größte Orgel Böhmens, 1909 Werk ausgebaut, Prospekt erhalten auf der oberen Empore, darunter neue Orgel von 1929 |
| 1765      | Prag Neustadt (Nové Mesto)        | Theklakapelle                      |      | I/p     | 6        | Zuschreibung durch Vladimir Šlajch, erhalten                                                                            |
| 1766      | Prager Neustadt                   | Kirche Johannes Nepomuk            |      | II/P    | ?        | Prospekt erhalten |
| 1766      | Tepl (Teplá)                      | Stiftskirche                       |      | I/P     | 12       | Chororgel |
| 1770      | Neugedein (Kdyně)                 | St. Nikolai                        |      | II/P    | 15       | Prospekt erhalten |
| 1771      | Pilsen (Plzeň)                    | Franziskanerkirche                 |      |         |          | nicht erhalten |
| ?         | Pistau (Pístov) bei Chodová Planá | Kloster St. Bartholomäus           |      |         |          | nicht erhalten |